# René Piéron
Charles-Philippe-René Piéron (27 février 1796, Arras - 4 août 1857, Arras), est un homme politique français.

## Biographie
Fils de Maximilien François Joseph Piéron, conservateur des hypothèques de Lille, et de Clotilde Goudemetz de Neuville, il fut reçu avocat en 1821, entra l'année suivante dans la magistrature comme conseiller-auditeur à la cour royale de Douai. Substitut du procureur général en 1828, il se trouva à la tête du parquet lors de la révolution de juillet 1830. 
L'adhésion de Piéron au gouvernement de Louis-Philippe le fit nommer en 1833 conseiller à la cour de Douai : peu de temps après, à la mort de son beau-père, Louis François Joseph Degouve de Nuncques, député du Pas-de-Calais, il se présenta sans succès, le 7 novembre 1833, pour lui succéder. Il fut plus heureux aux élections générales du 21 juin 1834, et fut élu député. 
Il appartint jusqu'à la fin du règne à l'opposition dynastique, suivit en toute circonstance les inspirations d'Odilon Barrot, vota notamment pour la proposition Rémusat sur les fonctionnaires, et obtint successivement sa réélection comme député: le 4 novembre 1837, le 2 mars 1839, le 9 juillet 1842 et le 1er août 1846. Entretemps, il avait été élu membre du conseil général du Pas-de-Calais qu'il présida en avril 1848. Pendant la dernière législature, il représenta seul l'opposition parmi les députés du Pas-de-Calais. 
Partisan de la réforme électorale, il présida lui-même le banquet réformiste d'Annezin. Au lendemain de la Révolution française de 1848, Crémieux, ministre de la Justice, appela Piéron au poste de conseiller à la cour d'appel de Paris ; mais ce fut grâce à l'appui du parti conservateur qu'il fut élu, le 22 avril 1848, le 1er sur 17, représentant du Pas-de-Calais à l'Assemblée constituante. Piéron vota le plus souvent avec la droite de l'Assemblée. Rallié au gouvernement présidentiel de Louis-Napoléon Bonaparte, puis à l'Empire, il conserva jusqu'à sa mort son siège de conseiller à la cour de Paris.
Gendre de Louis François Joseph Degouve de Nuncques, il est le beau-père d'Antonin Bellaigue et l'arrière-grand-père de Jean Camille Bellaigue.

## Sources
- « René Piéron », dans Adolphe Robert et Gaston Cougny, Dictionnaire des parlementaires français, Edgar Bourloton, 1889-1891 [détail de l’édition]